# Hebbanahalli, Sakleshpur
Hebbanahalli là một làng thuộc tehsil Sakleshpur, huyện Hassan, bang Karnataka, Ấn Độ.